# MacDougal Street
MacDougal Street es una calle de un solo sentido en los barrios de Greenwich Village y SoHo en Manhattan, Nueva York. La calle termina por el sur en Prince Street y por el norte con la calle 8 oeste; su numeración empieza al sur. Entre Waverly Place y la Calle 3 Oeste se llama Washington Square West y el esquema de numeración cambia yendo de norte a sur, empezando con el #29 en la esquina con Waverly Place y terminando en el #37 en la calle 3 oeste. El tráfico en la calle va rumbo al sur.
MacDougal Street es nombrada en honor de Alexander McDougall, un comerciante y líder militar de la revolución americana. En honor de MacDougall también se nombró MacDougal Alley, una calle sin salida que es propiedad conjunta de los residentes de Washington Square North al sur y de la calle 8 oeste al norte, que fue nombrada en honor de MacDougal en 1833. El callejón corre hacia el este desde MacDougal Street en la cuadra entre la calle 8 y Waverly Place/Washington Square North.
MacDougal Street ha sido llamada "el sitio mas colorido y magnético para que los turistas tengan una salida nocturna en la Village." Ha sido el sujeto de muchas canciones, poemas y otras formas de expresión artística y ha sido frecuentada por varios individuos famosos.